# Coccorchestes suspectus
Coccorchestes suspectus är en spindelart som beskrevs av Balogh 1980. Coccorchestes suspectus ingår i släktet Coccorchestes och familjen hoppspindlar. Inga underarter finns listade i Catalogue of Life.